# Gleb Syritsa
Gleb Syritsa, né le 14 avril 2000, est un coureur cycliste russe, évoluant à la fois sur route et sur piste.

## Palmarès sur piste

### Championnats du monde
- Pruszków 2019
  - 14e de la poursuite par équipes[1]

### Championnats du monde juniors
- Montichiari 2017
  -  Champion du monde de poursuite par équipes juniors (avec Lev Gonov, Ivan Smirnov et Dmitry Mukhomediarov)
  -  Médaillé d'argent de l'américaine juniors (avec Lev Gonov)
- Aigle 2018
  -  Médaillé d'argent de l'américaine juniors (avec Lev Gonov)
  -  Médaillé de bronze de la poursuite individuelle juniors

### Coupe du monde
- 2017-2018
  - 3e de la poursuite par équipes à Minsk

### Coupe des nations
- 2021
  - 1er de la poursuite à Saint-Pétersbourg
  - 1er de la poursuite par équipes à Saint-Pétersbourg (avec Lev Gonov, Ivan Smirnov et Egor Igoshev)

### Championnats d'Europe
| Édition / Épreuve                 | Poursuite par équipes                     | Course aux points | Omnium |
| Anadia 2017 (juniors)             | Or (avec Gonov, Mukhomediarov et Smirnov) |                   |        |
| Aigle 2018 (espoirs)              | Bronze                                    |                   |        |
| Gand 2019 (espoirs)               | Or (avec Gonov, Mukhomediarov et Smirnov) |                   |        |
| Fiorenzuola d'Arda 2020 (espoirs) | Or (avec Gonov, Bersenev et Smirnov)      | Or                | Or     |

### Jeux européens
| Édition / Épreuve | Poursuite par équipes                |
| Minsk 2019        | Or (avec Gonov, Bersenev et Smirnov) |

### Championnats de Russie
- 2017
  - 2e de la poursuite par équipes
- 2018
  -  Champion de Russie de poursuite par équipes (avec Ivan Smirnov, Lev Gonov et Alexander Evtushenko)
  - 2e de l'américaine
- 2019
  -  Champion de Russie de poursuite par équipes (avec Nikita Bersenev, Ivan Smirnov et Lev Gonov)
  - 2e de l'américaine
- 2020
  -  Champion de Russie d'omnium
  - 2e de l'américaine
- 2021
  -  Champion de Russie de poursuite
  -  Champion de Russie de poursuite par équipes (avec Ivan Novolodskii, Egor Igoshev et Lev Gonov)
  -  Champion de Russie de course à l'américaine (avec Vlas Shichkin)

## Palmarès sur route

### Par année
- 2019
  - Vicence-Bionde
- 2020
  - 2e du Grand Prix Mount Erciyes 2200 mt
- 2021
  - Vicence-Bionde
  - Circuito del Porto-Trofeo Arvedi
  - 2e du Gran Premio Italian
- 2022
  - Circuito Guadiana
  - Trophée Guerrita
  - Trofeu Joan Escolà
  - Championnat de Sabadell
  - Circuito Montañés :
    - Classement général
    - Trofeo San Antonio
    - Clásica de Logroño-La Rioja
    - Gran Premio San Antonio

  - 3e étape du Tour de Zamora
  - 1re étape du Tour de Langkawi
- 2023
  - 2e et 8e étapes du Tour de Langkawi
- 2024
  - 1re étape du Tour de Langkawi
- 2025
  - Prologue du Tour international de Rhodes
  - 2e du championnat de Russie du contre-la-montre

### Classements mondiaux
| Année                                 | 2019  | 2020 | 2021  | 2022 | 2023 | 2024 |
| ------------------------------------- | ----- | ---- | ----- | ---- | ---- | ---- |
| Classement mondial                    | 2897e | 805e | 1075e | 819e | 761e | 383e |
| UCI Europe Tour                       | 1793e | 644e | 797e  | 617e | nc   | nc   |
|                                       |       |      |       |      |      |      |
| Légende : nc = non classéSource : UCI |       |      |       |      |      |      |